# Elezioni generali in Sudan del 2010
Le elezioni generali in Sudan del 2010 si tennero l'11 aprile per l'elezione del Presidente e il rinnovo del Parlamento.

## Risultati

### Elezioni presidenziali
| Candidati                  | Partiti                                     | Voti       | %     |
| -------------------------- | ------------------------------------------- | ---------- | ----- |
| Omar Hasan Ahmad al-Bashir | Partito del Congresso Nazionale             | 6 901 694  | 68,24 |
| Yasir Arman                | Movimento di Liberazione Popolare del Sudan | 2 193 820  | 21,69 |
| Abdullah Deng Nhial        | Partito del Congresso Popolare              | 396 139    | 3,92  |
| Hatim Al-Sir               | Partito Unionista Democratico               | 195 668    | 1,93  |
| Sadiq al-Mahdi             | Partito della Nazione                       | 96 868     | 0,96  |
| Kamil Idriss               | Indipendente                                | 77 132     | 0,76  |
| Mahmood Ahmed Jeha         | Indipendente                                | 71 708     | 0,71  |
| Mubarak al-Fadil           | Partito della Riforma e il Rinnovamento     | 49 402     | 0,49  |
| Munir Sheikh El-din Jallab | Nuovo Partito Democratico Nazionale         | 40 277     | 0,40  |
| Abdel-Aziz Khalid          | Alleanza Nazionale Sudanese                 | 34 592     | 0,34  |
| Fatima Abdel-Mahmood       | Unione Socialista Democratica Sudanese      | 30 562     | 0,30  |
| Mohamed Ibrahim Nugud      | Partito Comunista Sudanese                  | 26 442     | 0,26  |
| Totale                     | Totale                                      | 10 114 310 | 100   |

### Elezioni parlamentari
| Liste                                                               | Voti | % | Seggi |
| ------------------------------------------------------------------- | ---- | - | ----- |
| Partito del Congresso Nazionale                                     |      |   | 323   |
| Movimento di Liberazione Popolare del Sudan                         |      |   | 99    |
| Partito del Congresso Popolare                                      |      |   | 4     |
| Partito Unionista Democratico                                       |      |   | 4     |
| Partito della Nazione                                               |      |   | 3     |
| Partito per la Riforma e il Rinnovamento                            |      |   | 2     |
| Partito Unionista Democratico Originale                             |      |   | 2     |
| Movimento di Liberazione Popolare del Sud - Cambiamento Democratico |      |   | 2     |
| Altri                                                               |      |   | 7     |
| Totale                                                              |      |   | 450   |